# 埃雷拉
埃雷拉，是西班牙安达卢西亚自治区塞维利亚省的一个市镇。总面积54平方公里，总人口6113人（2001年），人口密度113人/平方公里。